# Зигман, Аарон
Аарон Зигман (6 января 1963 года, Сан-Диего, Калифорния, США) — американский композитор, продюсер, аранжировщик, автор песен и музыкант.
Родился в Сан-Диего, Калифорния. Окончил Point Loma High School. Обучался в Калифорнийском университете в Лос-Анджелесе. Ещё будучи студентом, подписал контракт с Альмо Ирвином и писал песни для Карли Саймон, телешоу Fame и работал в соавторстве с Дэвидом Лэсли, Джерри Найтом и Стивом Кроппером. В 1983 году он начал учиться со своим кузеном Джорджем Бассманом (оркестровавшим фильм «Волшебник из страны Оз», писавшим музыку к фильмам «Марти» и «Почтальон всегда звонит дважды», писавшим классику для Томми Дорси). В 1980-х Зигман сделал себе имя как студийный музыкант и для группы The Jets (музыкальный коллектив) написал крупный хит поп-музыки, названный «Crush On You», который был на вершине чарта. Кроме этого, он работал для Клайва Дэвиса, продюсировал и аранжировал музыку для Ареты Франклин и Натали Коул.
В это же время он делал аранжировки, писал и продюсировал музыку для многих широко известных певцов и исполнителей музыкальной индустрии, таких как: Рэй Чарльз, Стинг, Фил Коллинз, Дайон Уорвик, Boz Scaggs, Тина Тёрнер, Seal, Карли Саймон, The Pointer Sisters, Хью Льюис, Дженифер Холидей, Петти Лабелле, Chicago, Натали Коул и Кристина Агилера.
В 1990-х годах он начал писать музыку для фильмов — среди его работ появились саундтреки к таким фильмам, как: «Мулан», «What's Love Got to Do with It», «Клетка для пташек», «Лицензия на убийство», «Гольф-клуб» и «Покахонтас». Его первой работой в этой области стало музыкальное сопровождение к фильму 2002 года «Джон Кью». Это привело его к работе над музыкой к более крупным фильмам, одним из которых стала картина 2004 года «Дневник памяти». В числе его работ также есть музыка к трём фильмам из серии «Шаг вперёд» и трём фильмам из серии Madea.

## Избранная фильмография
- 2001 — Джон Кью
- 2004 — Дневник памяти
- 2005 — Альфа Дог
- 2006 — Держи ритм
- 2006 — Вне закона
- 2006 — Шаг вперёд
- 2007 — Мост в Терабитию
- 2007 — Удачи, Чак
- 2008 — Рождественский коттедж
- 2008 — Проблеск гениальности
- 2008 — Секс в большом городе
- 2009 — Предложение
- 2009 — Мой ангел-хранитель
- 2009 — Голая правда
- 2010 — Секс в большом городе 2
- 2010 — Последняя песня
- 2014 — Лучшее во мне
- 2021 — И просто так

Большинство саундтреков вышло на отдельных CD в качестве промоматериалов либо полноценных альбомов.